# باب خلفي

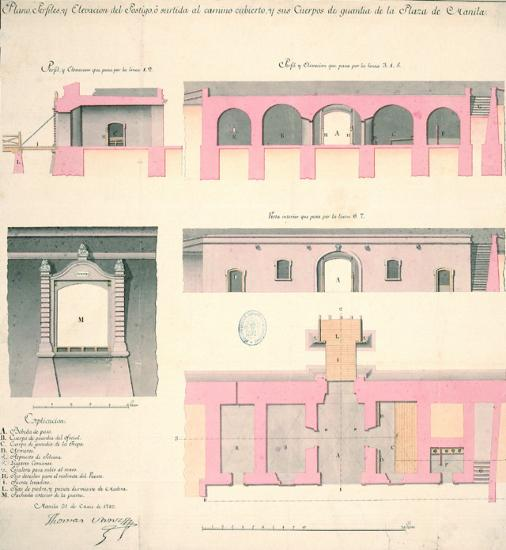

الباب الخلفي منفذ سري في دور العصور الوسطى وحصونها، قد تضيف بعض المنازل أبواب خلفية في تصميمها لأغراض عديدة كالإطلال على جهة الخلفية.

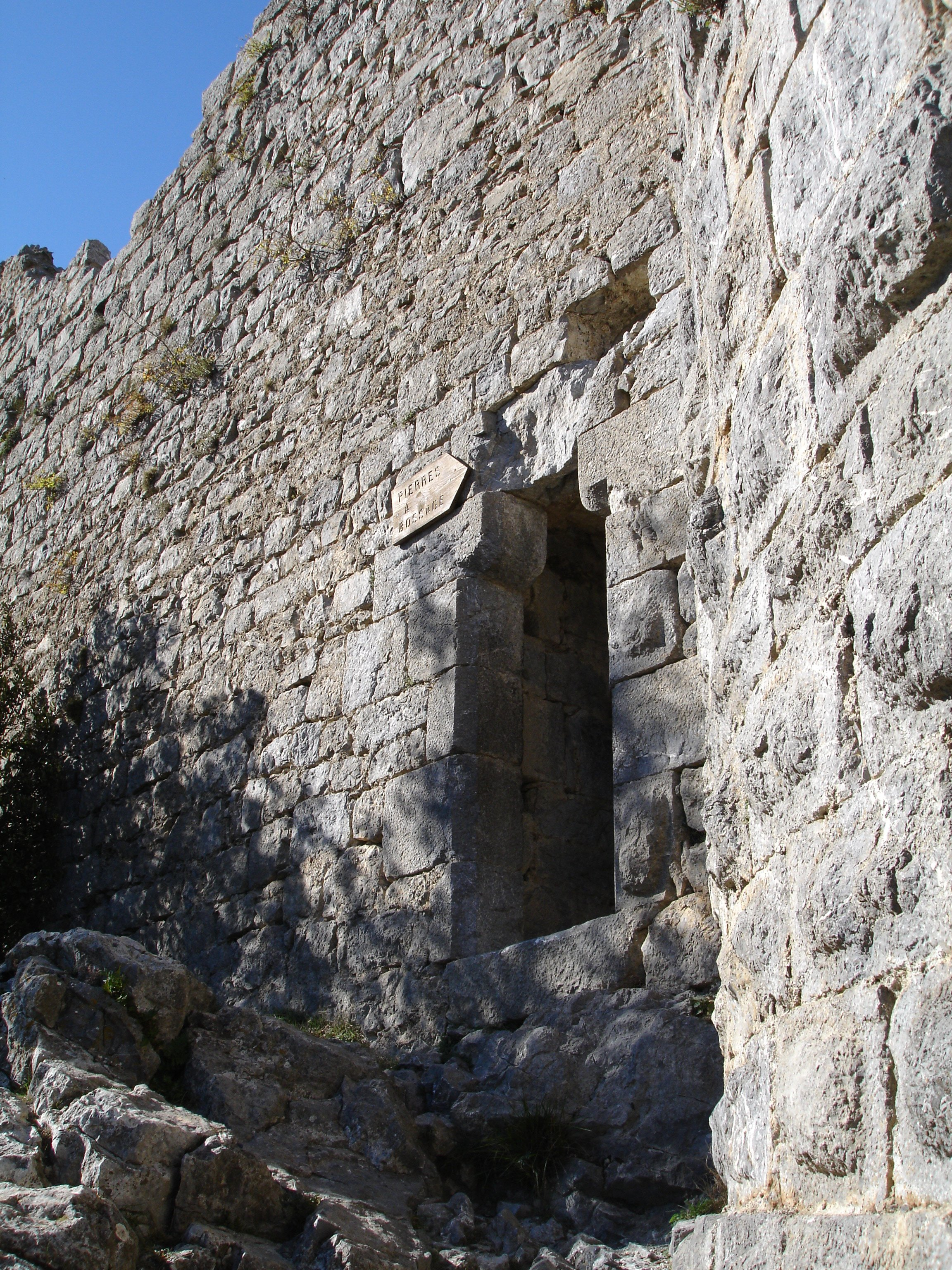
باب خلفي.